# Genshin Impact
Genshin Impact (Chinees: 原神; pinyin: Yuánshén) is een actierollenspel (ARPG) ontwikkeld door de Chinese ontwikkelaar Hoyoverse, en dat werd gepubliceerd op 28 september 2020 voor Android, iOS, Windows en PlayStation 4. Op 28 april 2021 verscheen het spel voor de PlayStation 5. Een versie voor de Switch is nog in ontwikkeling.

## Gameplay
Het openwereldspel in anime-stijl bevat een actie-gebaseerd gevechtssysteem, waarbij men kan spelen met behulp van elementaire magie en ook kan wisselen van personages. Het spel is freemium, wat betekent dat het gratis te spelen is en de speler de keuze heeft om te betalen voor extra personages, wapens en andere uitrusting.

### Wereld
Het spel vindt plaats in de wereld Teyvat, die is verdeeld in verschillende staten en regio's. De (momenteel) speelbare regio's zijn Mondstadt, Liyue, Inazuma, Sumeru, Fontaine, Natlan en Nod-Krai (als autonome regio van Snezhnaya). Elke van deze naties in het spel haalt inspiratie uit een bestaand gebied of land, en aanbidt zijn eigen godheid. Er zijn zeven goden, elk gekoppeld aan een van de zeven elementen en bovendien ook een ideaal dat ze aspireren, wiens kracht is gekoppeld aan het geloof van de inwoners in hun respectievelijke godheid. Sommigen in Teyvat kunnen beschonken worden met een 'goddelijk oog', oftewel visioen genaamd, indien zij betuigen van een voortreffelijke ambitie. Dit 'goddelijk oog' is een speciaal juweel dat deze personages in staat stelt elementaire magie te gebruiken. Bijna elk speelbaar personage heeft een goddelijk oog, anderen halen hun magie uit andere bronnen.
| Natie      | Godheid              | Element                 | Ideaal        | Haalt vooral inspiratie uit (speculatief)                                      |
| ---------- | -------------------- | ----------------------- | ------------- | ------------------------------------------------------------------------------ |
| Mondstadt  | Barbatos             | Wind (Anemo)            | Vrijheid      | Middeleeuws Centraal-Europa                                                    |
| Liyue      | Morax / Rex Lapis    | Aarde (Geo)             | Contracten    | Volksrepubliek China                                                           |
| Inazuma    | Raiden Shogun / Baal | Elektriciteit (Electro) | Eeuwigheid    | Japan                                                                          |
| Sumeru     | Lesser Lord Kusanali | Natuur (Dendro)         | Wijsheid      | India, Midden-Oosten, Noord-Afrika en het Perzische Rijk                       |
| Fontaine   | Focalors             | Water (Hydro)           | Gerechtigheid | Belle époque Frankrijk, Engeland, Italië en Corsica                            |
| Natlan     | Haborym              | Vuur (Pyro)             | Oorlog        | Inheems Latijns-Amerika, Azteken (hedendaags Mexico), West-Afrika en Polynesië |
| Snezhnaya  | Tsaritsa             | IJs (Cryo)              | Liefde        | Slavische volkeren                                                             |
| Khaenri'ah | geen                 | onbekend                | onbekend      | Noors                                                                          |

### Personages
Er zijn 10 personages die automatisch vrijgespeeld kunnen worden tijdens het spelen. Daarnaast kan de speler door te 'wensen' in totaal 95 extra personages vrijspelen (een lijst die met de tijd groter wordt). De 10 personages die de speler automatisch (zonder te wensen) kan vrijspelen (met hun elementen tussen haakjes) zijn:
- Aether/Lumine (Hoofdpersonage / Kan alle elementen hanteren)
- Amber (Vuur)
- Kaeya (IJs)
- Lisa (Elektriciteit)
- Barbara (Water)
- Xiangling (Vuur)
- Collei (Natuur)
- Lynette (Wind)
- Kachina (Aarde)
- Aino (Water)

De 95 extra personages die door te wensen vrijgespeeld kunnen worden zijn:
| Element | Elektriciteit      | IJs            | Wind                   | Vuur                   | Water              | Aarde        | Natuur    |
| ------- | ------------------ | -------------- | ---------------------- | ---------------------- | ------------------ | ------------ | --------- |
|         | Fischl             | Chongyun       | Sucrose                | Bennett                | Mona               | Noelle       | Tighnari  |
|         | Beidou             | Qiqi           | Venti                  | Diluc                  | Xingqiu            | Ningguang    | Nahida    |
|         | Keqing             | Diona          | Jean                   | Klee                   | Childe / Tartaglia | Zhongli      | Alhaitham |
|         | Razor              | Ganyu          | Xiao                   | Xinyan                 | Sangonomiya Kokomi | Albedo       | Yao Yao   |
|         | Raiden Shogun / Ei | Rosaria        | Kaedehara Kazuha       | Hu Tao                 | Kamisato Ayato     | Arataki Itto | Baizhu    |
|         | Kujou Sara         | Eula           | Sayu                   | Yanfei                 | Yelan              | Gorou        | Kaveh     |
|         | Yae Miko           | Kamisato Ayaka | Shikanoin Heizou       | Yoimiya                | Candace            | Yun Jin      | Kirara    |
|         | Kuki Shinobu       | Shenhe         | Wanderer / Scaramouche | Thoma                  | Nilou              | Navia        | Emilie    |
|         | Dori               | Layla          | Faruzan                | Dehya                  | Neuvillette        | Chiori       | Kinich    |
|         | Cyno               | Mika           | Xianyun                | Lyney                  | Furina             | Xilonen      | Lauma     |
|         | Clorinde           | Freminet       | Chasca                 | Chevreuse              | Sigewinne          |              |           |
|         | Sethos             | Wriothesley    | Lan Yan                | Gaming                 | Mualani            |              |           |
|         | Ororon             | Charlotte      | Yumemizuki Mizuki      | Arlecchino / The Knave | Dahlia             |              |           |
|         | Iansan             | Citlali        | Ifa                    | Mavuika                |                    |              |           |
|         | Varesa             | Escoffier      |                        |                        |                    |              |           |
|         | Ineffa             | Skirk          |                        |                        |                    |              |           |
|         | Flins              |                |                        |                        |                    |              |           |

## Verhaal
Genshin Impact speelt zich af in de fantasiewereld Teyvat, waar zeven verschillende naties wonen, die elk verbonden zijn aan een ander element en geregeerd worden door een andere god. Het verhaal volgt de Reiziger, die met zijn tweelingbroer of -zus over talloze werelden heeft gereisd voordat ze in Teyvat worden gescheiden door 'De Onbekende God'. Dit gebeurt nadat de tweeling aan de destructie van de natie Khaenri'ah in Teyvat probeert te ontsnappen, 500 jaar voor de start van het spel. De Reiziger, nu gestrand in een voor hun vreemde wereld, gaat samen met hun nieuwe metgezel Paimon op zoek naar antwoorden bij de 7 verschillende goden over hun verloren broer of zus en raakt tegelijkertijd betrokken bij de kwesties van de 7 naties.

## Ontvangst
| Recensiescore       | Recensiescore                |
| Recensieverzamelaar | Score                        |
| ------------------- | ---------------------------- |
| Metacritic          | 84% (pc) 83% (iOS) 80% (PS4) |
| Publicist           | Score                        |
| Destructoid         | 7,5                          |
| Game Informer       | 9                            |
| GameSpot            | 7                            |
| IGN                 | 9                            |

Het spel kreeg over het algemeen positieve recensies, waarbij critici de gevechtsmechanismen en diepte van de open wereld prezen. Kritiek werd gegeven op het eenvoudige eindspel en het verdienmodel. Het spel werd een commercieel succes en bracht in het eerste jaar na de release meer dan 3 miljard dollar op, de hoogste omzet ooit in het eerste jaar na de release van een computerspel.